# Giải Sao Thổ cho nam diễn viên chính xuất sắc nhất trên truyền hình
Giải Sao Thổ cho nam diễn viên chính truyền hình xuất sắc nhất là một trong các giải Sao Thổ dành cho nam diễn viên đóng vai chính trong một phim hoặc chương trình truyền hình, được bầu chọn là xuất sắc nhất. Giải này được lập từ năm 1996.

## Giải thưởng và đề cử

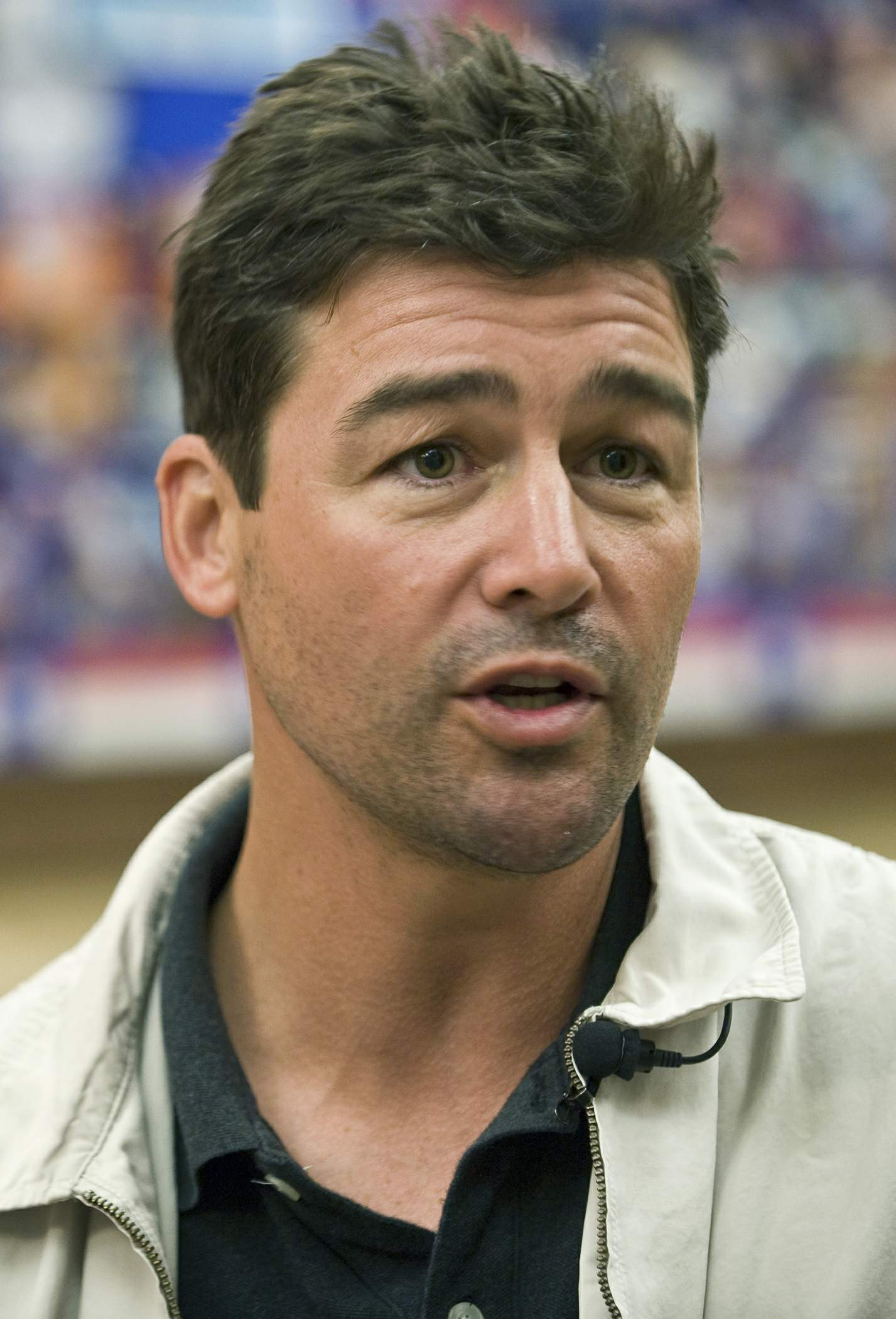
Kyle Chandler, nam diễn viên đầu tiên được trao giải thưởng

### Thập niên 1990
| Năm       | Diễn viên             | Phim truyền hình           | Nhân vật                 |
| --------- | --------------------- | -------------------------- | ------------------------ |
| 1996 (23) | Kyle Chandler         | Early Edition              | Gary Hobson              |
| 1996 (23) | Avery Brooks          | Star Trek: Deep Space Nine | Thuyền trưởng Sisko      |
| 1996 (23) | Eric Close            | Dark Skies                 | John Loengard            |
| 1996 (23) | David Duchovny        | The X-Files                | Fox Mulder               |
| 1996 (23) | Lance Henriksen       | Millennium                 | Frank Black              |
| 1996 (23) | Paul McGann           | Doctor Who                 | The Doctor               |
| 1997 (24) | Steven Weber          | The Shining                | John "Jack" Torrance     |
| 1997 (24) | Richard Dean Anderson | Stargate SG-1              | Colonel Jack O'Neill     |
| 1997 (24) | Nicholas Brendon      | Buffy the Vampire Slayer   | Xander Harris            |
| 1997 (24) | John Corbett          | The Visitor                | Adam MacArthur           |
| 1997 (24) | David Duchovny        | The X-Files                | Fox Mulder               |
| 1997 (24) | Michael T. Weiss      | The Pretender              | Jarod                    |
| 1998 (25) | Richard Dean Anderson | Stargate SG-1              | Đại tá Jack O'Neill      |
| 1998 (25) | Nicholas Brendon      | Buffy the Vampire Slayer   | Xander Harris            |
| 1998 (25) | Bruce Boxleitner      | Babylon 5                  | Tổng thống John Sheridan |
| 1998 (25) | David Duchovny        | The X-Files                | Fox Mulder               |
| 1998 (25) | Lance Henriksen       | Millennium                 | Frank Black              |
| 1998 (25) | Jonathan LaPaglia     | Seven Days                 | Frank Parker             |
| 1999 (26) | David Boreanaz        | Angel                      | Angel                    |
| 1999 (26) | Richard Dean Anderson | Stargate SG-1              | Colonel Jack O'Neill     |
| 1999 (26) | Jason Behr            | Roswell                    | Max Evans                |
| 1999 (26) | Ben Browder           | Farscape                   | John Crichton            |
| 1999 (26) | Eric Close            | Now and Again              | Michael Wiseman          |
| 1999 (26) | Patrick Stewart       | A Christmas Carol          | Ebenezer Scrooge         |

### Thập niên 2000
| Năm       | Diễn viên             | Phim truyền hình                              | Nhân vật                      |
| --------- | --------------------- | --------------------------------------------- | ----------------------------- |
| 2000 (27) | Robert Patrick        | The X-Files                                   | John Doggett                  |
| 2000 (27) | Kevin Sorbo           | Andromeda                                     | Thuyền trưởng Dylan Hunt      |
| 2000 (27) | David Boreanaz        | Angel                                         | Angel                         |
| 2000 (27) | Ben Browder           | Farscape                                      | John Crichton                 |
| 2000 (27) | Jason Behr            | Roswell                                       | Max Evans                     |
| 2000 (27) | Richard Dean Anderson | Stargate SG-1                                 | Đại tá Jack O'Neill           |
| 2001 (28) | Ben Browder           | Farscape                                      | John Crichton                 |
| 2001 (28) | David Boreanaz        | Angel                                         | Angel                         |
| 2001 (28) | Scott Bakula          | Star Trek: Enterprise                         | Thuyền trưởng Jonathan Archer |
| 2001 (28) | Tom Welling           | Smallville                                    | Clark Kent                    |
| 2001 (28) | Richard Dean Anderson | Stargate SG-1                                 | Colonel Jack O'Neill          |
| 2001 (28) | Robert Patrick        | The X-Files                                   | John Doggett                  |
| 2002 (29) | David Boreanaz        | Angel                                         | Angel                         |
| 2002 (29) | Anthony Michael Hall  | The Dead Zone                                 | Johnny Smith                  |
| 2002 (29) | Scott Bakula          | Star Trek: Enterprise                         | Thuyền trưởng Jonathan Archer |
| 2002 (29) | Ben Browder           | Farscape                                      | John Crichton                 |
| 2002 (29) | Tom Welling           | Smallville                                    | Clark Kent                    |
| 2002 (29) | Richard Dean Anderson | Stargate SG-1                                 | Đại tá Jack O'Neill           |
| 2003 (30) | David Boreanaz        | Angel                                         | Angel                         |
| 2003 (30) | Michael Vartan        | Alias                                         | Michael Vaughn                |
| 2003 (30) | Scott Bakula          | Star Trek: Enterprise                         | Thuyền trưởng Jonathan Archer |
| 2003 (30) | Tom Welling           | Smallville                                    | Clark Kent                    |
| 2003 (30) | Richard Dean Anderson | Stargate SG-1                                 | Đại tá Jack O'Neill           |
| 2003 (30) | Michael Shanks        | Stargate SG-1                                 | Bác sĩ Daniel Jackson         |
| 2004 (31) | Ben Browder           | Farscape: The Peacekeeper Wars                | John Crichton                 |
| 2004 (31) | Matthew Fox           | Lost                                          | Jack Shephard                 |
| 2004 (31) | Julian McMahon        | Nip/Tuck                                      | Bác sĩ Christian Troy         |
| 2004 (31) | Tom Welling           | Smallville                                    | Clark Kent                    |
| 2004 (31) | Richard Dean Anderson | Stargate SG-1                                 | Tướng Jack O'Neill            |
| 2004 (31) | Noah Wyle             | The Librarian: Quest for the Spear            | Flynn Carsen                  |
| 2005 (32) | Matthew Fox           | Lost                                          | Jack Shephard                 |
| 2005 (32) | William Fichtner      | Invasion                                      | Cảnh sát trưởng Tom Underlay  |
| 2005 (32) | Julian McMahon        | Nip/Tuck                                      | Bác sĩ Christian Troy         |
| 2005 (32) | Wentworth Miller      | Prison Break                                  | Michael Scofield              |
| 2005 (32) | Tom Welling           | Smallville                                    | Clark Kent                    |
| 2005 (32) | Ben Browder           | Stargate SG-1                                 | Đại tá Cameron Mitchell       |
| 2006 (33) | Michael C. Hall       | Dexter                                        | Dexter Morgan                 |
| 2006 (33) | Kiefer Sutherland     | 24                                            | Jack Bauer                    |
| 2006 (33) | Edward James Olmos    | Battlestar Galactica                          | Đô đốc William Adama          |
| 2006 (33) | Matt Dallas           | Kyle XY                                       | Kyle Trager                   |
| 2006 (33) | Matthew Fox           | Lost                                          | Jack Shephard                 |
| 2006 (33) | Noah Wyle             | The Librarian: Return to King Solomon's Mines | Flynn Carsen                  |
| 2007 (34) | Matthew Fox           | Lost                                          | Jack Shephard                 |
| 2007 (34) | Edward James Olmos    | Battlestar Galactica                          | Đô đốc William Adama          |
| 2007 (34) | Michael C. Hall       | Dexter                                        | Dexter Morgan                 |
| 2007 (34) | Kevin McKidd          | Journeyman                                    | Dan Vasser                    |
| 2007 (34) | Matt Dallas           | Kyle XY                                       | Kyle Trager                   |
| 2007 (34) | Lee Pace              | Pushing Daisies                               | Ned                           |
| 2008 (35) | Edward James Olmos    | Battlestar Galactica                          | Đô đốc William Adama          |
| 2008 (35) | Bryan Cranston        | Breaking Bad                                  | Walter White                  |
| 2008 (35) | Michael C. Hall       | Dexter                                        | Dexter Morgan                 |
| 2008 (35) | Timothy Hutton        | Leverage                                      | Nathan Ford                   |
| 2008 (35) | Matthew Fox           | Lost                                          | Jack Shephard                 |
| 2008 (35) | Noah Wyle             | The Librarian: Curse of the Judas Chalice     | Flynn Carsen                  |
| 2009 (36) | Josh Holloway         | Lost                                          | James "Sawyer" Ford           |
| 2009 (36) | Bryan Cranston        | Breaking Bad                                  | Walter White                  |
| 2009 (36) | Zachary Levi          | Chuck                                         | Chuck Bartowski               |
| 2009 (36) | Michael C. Hall       | Dexter                                        | Dexter Morgan                 |
| 2009 (36) | David Tennant         | Doctor Who                                    | The Doctor                    |
| 2009 (36) | Matthew Fox           | Lost                                          | Jack Shephard                 |
| 2009 (36) | Stephen Moyer         | True Blood                                    | Bill Compton                  |

### Thập niên 2010
| Năm       | Diễn viên        | Phim truyền hình       | Nhân vật                     |
| --------- | ---------------- | ---------------------- | ---------------------------- |
| 2010 (37) | Stephen Moyer    | True Blood             | Bill Compton                 |
| 2010 (37) | Bryan Cranston   | Breaking Bad           | Walter White                 |
| 2010 (37) | Matthew Fox      | Lost                   | Jack Shephard                |
| 2010 (37) | Michael C. Hall  | Dexter                 | Dexter Morgan                |
| 2010 (37) | Timothy Hutton   | Leverage               | Nathan Ford                  |
| 2010 (37) | Andrew Lincoln   | The Walking Dead       | Rick Grimes                  |
| 2011 (38) | Bryan Cranston   | Breaking Bad           | Walter White                 |
| 2011 (38) | Sean Bean        | Game of Thrones        | Eddard "Ned" Stark           |
| 2011 (38) | Michael C. Hall  | Dexter                 | Dexter Morgan                |
| 2011 (38) | Timothy Hutton   | Leverage               | Nathan Ford                  |
| 2011 (38) | Dylan McDermott  | American Horror Story  | Ben Harmon                   |
| 2011 (38) | Noah Wyle        | Falling Skies          | Tom Mason                    |
| 2012 (39) | Bryan Cranston   | Breaking Bad           | Walter White                 |
| 2012 (39) | Kevin Bacon      | The Following          | Ryan Hardy                   |
| 2012 (39) | Billy Burke      | Revolution             | Miles Matheson               |
| 2012 (39) | Michael C. Hall  | Dexter                 | Dexter Morgan                |
| 2012 (39) | Joshua Jackson   | Fringe                 | Peter Bishop                 |
| 2012 (39) | Timothy Hutton   | Leverage               | Nathan Ford                  |
| 2012 (39) | Andrew Lincoln   | The Walking Dead       | Rick Grimes                  |
| 2013 (40) | Mads Mikkelsen   | Hannibal               | Bác sĩ Hannibal Lecter       |
| 2013 (40) | Kevin Bacon      | The Following          | Ryan Hardy                   |
| 2013 (40) | Bryan Cranston   | Breaking Bad           | Walter White                 |
| 2013 (40) | Hugh Dancy       | Hannibal               | Will Graham                  |
| 2013 (40) | Freddie Highmore | Bates Motel            | Norman Bates                 |
| 2013 (40) | James Spader     | The Blacklist          | Raymond "Red" Reddington     |
| 2013 (40) | Noah Wyle        | Falling Skies          | Tom Mason                    |
| 2014 (41) | Hugh Dancy       | Hannibal               | Will Graham                  |
| 2014 (41) | Andrew Lincoln   | The Walking Dead       | Rick Grimes                  |
| 2014 (41) | Grant Gustin     | The Flash              | Barry Allen / Flash          |
| 2014 (41) | Tobias Menzies   | Outlander              | Frank Randall / Jack Randall |
| 2014 (41) | Mads Mikkelsen   | Hannibal               | Bác sĩ Hannibal Lecter       |
| 2014 (41) | Noah Wyle        | Falling Skies          | Tom Mason                    |
| 2015 (42) | Bruce Campbell   | Ash vs. Evil Dead      | Ash Williams                 |
| 2015 (42) | Andrew Lincoln   | The Walking Dead       | Rick Grimes                  |
| 2015 (42) | Charlie Cox      | Daredevil              | Daredevil                    |
| 2015 (42) | David Duchovny   | The X-Files            | Fox Mulder                   |
| 2015 (42) | Grant Gustin     | The Flash              | Barry Allen / Flash          |
| 2015 (42) | Mads Mikkelsen   | Hannibal               | Bác sĩ Hannibal Lecter       |
| 2015 (42) | Matt Dillon      | Wayward Pines          | Ethan Burke                  |
| 2015 (42) | Sam Heughan      | Outlander              | Jamie Fraser                 |
| 2016 (43) | Andrew Lincoln   | The Walking Dead       | Rick Grimes                  |
| 2016 (43) | Bruce Campbell   | Ash vs. Evil Dead      | Ash Williams                 |
| 2016 (43) | Charlie Cox      | Daredevil              | Matt Murdock / Daredevil     |
| 2016 (43) | Freddie Highmore | Bates Motel            | Norman Bates                 |
| 2016 (43) | Grant Gustin     | The Flash              | Barry Allen / Flash          |
| 2016 (43) | Mike Colter      | Luke Cage              | Luke Cage                    |
| 2016 (43) | Sam Heughan      | Outlander              | James "Jamie" Fraser         |
| 2017 (44) | Jon Bernthal     | The Punisher           | Frank Castle / Punisher      |
| 2017 (44) | Bruce Campbell   | Ash vs. Evil Dead      | Ash Williams                 |
| 2017 (44) | Sam Heughan      | Outlander              | Jamie Fraser                 |
| 2017 (44) | Jason Isaacs     | Star Trek: Discovery   | Thuyền trưởng Gabriel Lorca  |
| 2017 (44) | Andrew Lincoln   | The Walking Dead       | Rick Grimes                  |
| 2017 (44) | Seth MacFarlane  | The Orville            | Ed Mercer                    |
| 2017 (44) | Kyle MacLachlan  | Twin Peaks: The Return | Dale Cooper                  |
| 2017 (44) | Ricky Whittle    | American Gods          | Shadow Moon                  |